# Cantonul Gournay-en-Bray
Cantonul Gournay-en-Bray este un canton din arondismentul Dieppe, departamentul Seine-Maritime, regiunea Haute-Normandie, Franța.

## Comune
| Comune                 | Populație (1999) | Cod poștal | Cod INSEE |
| ---------------------- | ---------------- | ---------- | --------- |
| Avesnes-en-Bray        | 256              | 76220      | 76048     |
| Bézancourt             | 248              | 76220      | 76093     |
| Bosc-Hyons             | 420              | 76220      | 76124     |
| Brémontier-Merval      | 326              | 76220      | 76142     |
| Cuy-Saint-Fiacre       | 531              | 76220      | 76208     |
| Dampierre-en-Bray      | 367              | 76220      | 76209     |
| Doudeauville           | 81               | 76220      | 76218     |
| Elbeuf-en-Bray         | 359              | 76220      | 76229     |
| Ernemont-la-Villette   | 176              | 76220      | 76242     |
| Ferrières-en-Bray      | 1.643            | 76220      | 76260     |
| Gancourt-Saint-Étienne | 211              | 76220      | 76297     |
| Gournay-en-Bray        | 6.275            | 76220      | 76312     |
| Ménerval               | 177              | 76220      | 76423     |
| Molagnies              | 149              | 76220      | 76440     |
| Montroty               | 207              | 76220      | 76450     |
| Neuf-Marché            | 635              | 76220      | 76463     |